# Eupithecia scopariata
Eupithecia scopariata là một loài bướm đêm trong họ Geometridae.